# Laguna de la Nava de Fuentes
La Laguna de la Nava, o Mar de Campos, fue originalmente una gran laguna esteparia de una superficie media de en torno a 2500 ha (que alcanzaba las 5000 ha en los años lluviosos) situada al suroeste de la provincia de Palencia y que era uno de los mayores humedales de la península. Después de varios intentos de desecación, desapareció finalmente como humedal en 1968 para abrir nuevas tierras de cultivo.
Sin embargo, a partir del año 1990 existe un exitoso proyecto de recuperación del humedal llevado a cabo por la Fundación Global Nature y diversas administraciones, habiéndose restituido unas 400 hectáreas (invierno del 2008) mediante una gestión que imita los ciclos naturales. El objetivo a largo plazo del proyecto sería la recuperación íntegra del humedal: no descartamos recuperar la antigua Laguna de Campos.
Está integrada dentro de la Zona de especial protección para las aves denominada La Nava - Campos Norte.

## Historia
El humedal tuvo una superficie considerable, pues llegaba a alcanzar las 5000 ha en temporadas especialmente lluviosas: sus terrenos pertenecían a cinco pueblos: Grijota, Villaumbrales, Becerril de Campos, Villamartín de Campos y Mazariegos, con otra zona situada al noroeste de este cuerpo lagunar conocida como Cabritones y perteneciente a Fuentes de Nava. Esta segunda laguna se unía a los terrenos de las cinco villas en los años con abundantes precipitaciones.
Una rápida pero concisa descripción de este humedal lo encontramos en el Diccionario Geográfico-Estadístico-Histórico de España y sus posesiones de Ultramar de Pascual Madoz (1852) quien escribió sobre la Nava:

...ocupando 2800 obradas de terreno, las cuales forman una laguna de gran consideración...'. 'En los inviernos muy lluviosos la laguna tiene sobre 6 pies de agua de profundidad; así como en los que son poco cargados de lluvias se ve generalmente enjuto el suelo, y cubierto de yerba'. 'La Nava produce ricos y abundantes pastos donde se mantienen todos los años más de 20 000 cabezas de ganado lanar, vacuno, mular y caballar...'. 'Sirve de asilo, y particularmente en invierno, a infinidad de especies de aves acuáticas y de formas variadas, entre las que se ven gansos de tres clases, patos de otras tantas, zarcetas, búhos cuyo graznido se parece al mugido de los toros, vencejos de agua, zarapicos y otras aves sumamente vistosas y desconocidas en los demás del país.

Los intentos de desecación de este humedal para dedicarlo a tierras agrícolas han sido muy numerosos, remontándose los primeros a los tiempos de los Reyes Católicos, siendo definitivamente desecada en 1968.
En 1990, la Fundación Global Nature inició los trabajos para la recuperación de este humedal. Poco tiempo después la Consejería de Medio Ambiente de la Junta de Castilla y León asumió como objetivo la recuperación parcial de este humedal, constituyendo uno de los mejores ejemplos de restauración de antiguos humedales en España. Desde que se inició el proyecto se ha conseguido recuperar algo más del 15% de su superficie original.

## Geografía

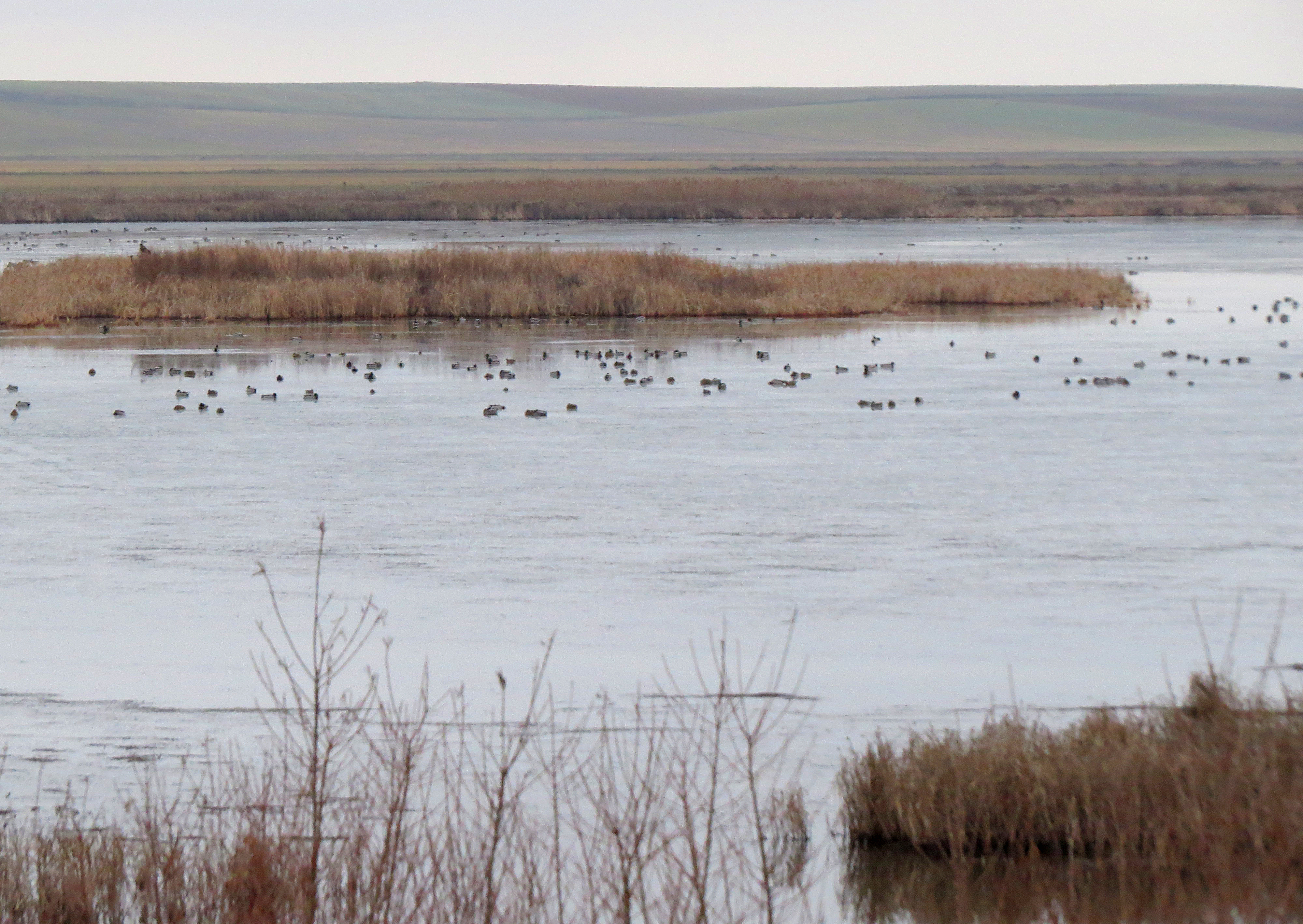
En el humedal residen de forma permanente y estacionaria numerosas especies de aves.

El humedal se ubica en la cuenca del Duero, y en concreto en la cuenca del río Retortillo, afluente por la izquierda del Valdeginate, que es tributario del Carrión.
En cuanto a sus carácter, la actual Laguna de la Nava de Fuentes es una laguna esteparia, con un régimen hidrológico anual controlado de forma artificial, debido a que el aporte de precipitaciones es mínimo y claramente insuficiente. Es una laguna de profundidad somera, con unos 40 cm de media, que se mantiene con agua desde el otoño hasta que se seca durante el verano.
El agua que se introduce en las cubetas lagunares procede en su mayor parte del Canal de Castilla. Desde el Canal, el agua se deriva al río Retortillo, que la transporta varios kilómetros. En la presa de La Quebrantada, el agua se deriva al arroyo Carrepadilla, que abastece la laguna mediante un complejo sistema de compuertas y sifones. La laguna está rodeada por un sistema de diques de tierra, que la divide en tres zonas, que pueden gestionarse de manera independiente.
La ciudad más próxima es la capital provincial, Palencia, localizada ligeramente al sudeste del humedal a 25 km de distancia.

## Fauna y flora

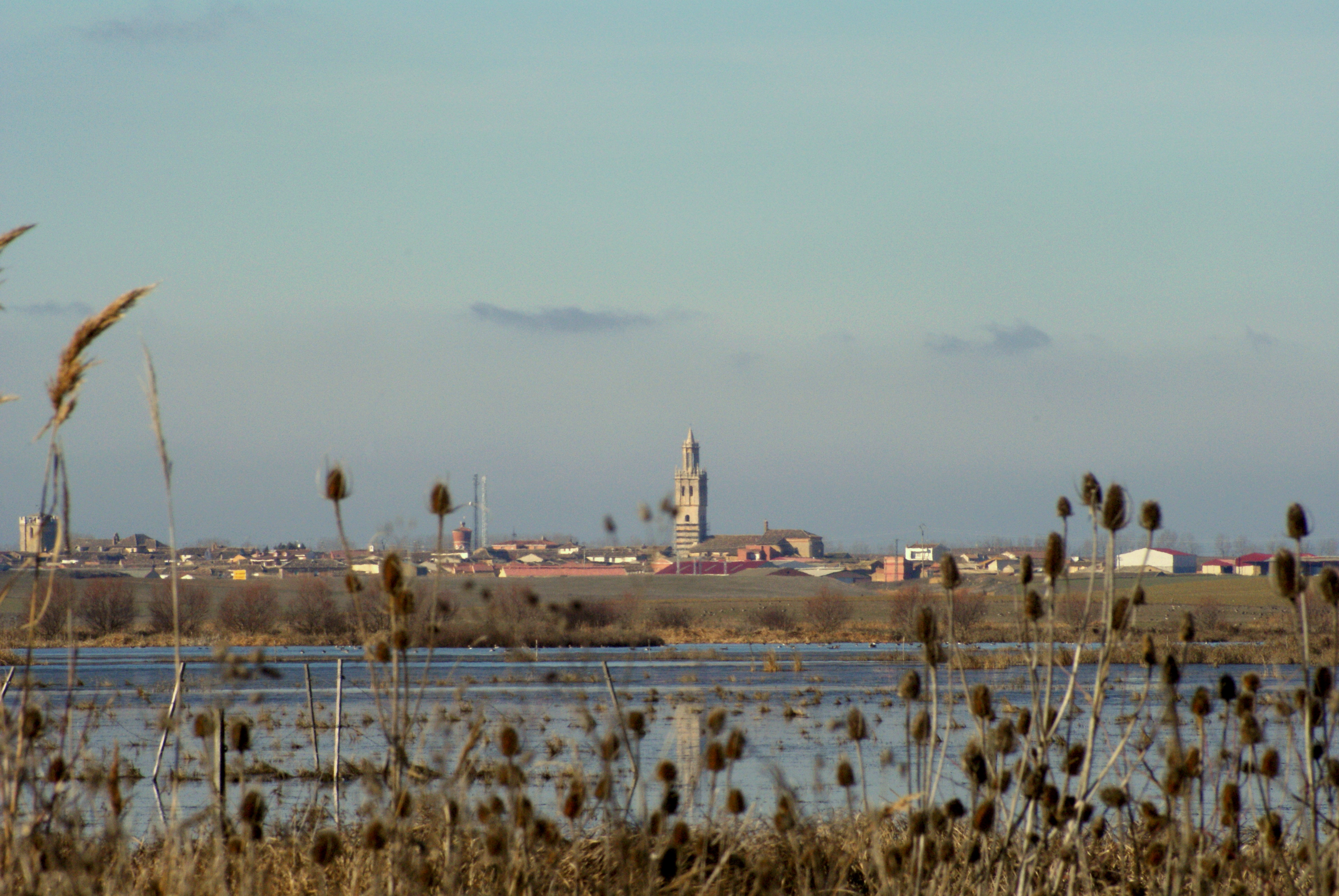
La laguna es la tercera zona más importante de invernada del ánsar común en toda la península ibérica, con concentraciones de entre 10 000 y 12 000 ejemplares cada invierno.

Acoge importantísimos contingentes de aves acuáticas, y existe en la actualidad un inventario con 222 especies de aves, lo que supone el 41 % de todas especies presentes en España, incluidas las islas.
Es zona de importancia internacional para el ánsar común (Anser anser) con concentraciones anuales de entre 10 000 y 12 000 individuos. Acoge especialmente anátidas y limícolas, (con máximos de hasta 20 000 aves), sobre todo en la invernada y los pasos migratorios de primavera y otoño. También es necesario resaltar su relevancia durante el verano, época más desfavorable para las acuáticas. En esta época del año, la Nava es uno de los pocos lugares donde encuentran hábitat y condiciones favorables en el ámbito nacional.
Entre las especies que visitan la laguna destacan: el ánsar chico (Anser erythropus), el cernícalo primilla (Falco naumanni), la avutarda común (Otis tarda, siendo censados 1500 ejemplares en 2012) y la malvasía cabeciblanca (Oxyura leucocephala), la espátula (Platalea leucorodia), el avetoro común (Botaurus stellaris), la garcilla cangrejera (Ardeola ralloides), pasos de cigüeña negra (Ciconia nigra), el ánade friso (Anas strepera) o el fumarel cariblanco (Chlidonias hybridus). Otra ave cuyo paso en migración es importante es el Carricerín cejudo (Acrocephalus paludicola), que estaba considerado en peligro y del que no se tenía mucha información. Por estos motivos, se concedió un Proyecto Life de la UE para Conservación del carricerín cejudo en la ZEPA "La Nava - Campos" entre los años 2002 y 2006, llevado a cabo por la Fundación Global Nature.
En la flora, destacar la presencia de especies raras y en peligro de extinción, como la Chara oedophylla y otros macrófitos acuáticos como la Zannichellia obstusifolia. También es necesario mencionar la presencia de una acuática emergente, Botumus umbelatus, planta escasa y en regresión en la península ibérica.

## Gestión
El Ayuntamiento de Fuentes de Nava tiene establecido un convenio con la Junta de Castilla y León por el que recibe de esta 48 000 euros anuales.

## Problemas de conservación
Sin duda, uno de los problemas de conservación más importantes es la excesiva acumulación de materia orgánica originada por las praderas de Carex divisa. Esta gran cantidad de materia orgánica ralentiza e impide la instalación de la vegetación subacuática, ya que imposibilita que las plántulas enraícen. Además, tanta materia orgánica tarda varios años en degradarse y, por lo tanto, provoca el aumento de la eutrofia de las aguas. Este problema exige una gestión continua que permita controlar y eliminar una parte de los aportes vegetales que año tras año se acumulan. Desde la Consejería de Medio Ambiente se viene realizando un control periódico mediante siega, quema y pastoreo de la mayor parte de la superficie del humedal.

## Figuras de protección
- Sitio Ramsar
- Zona de especial protección par las aves La Nava-Campos Norte de 54 935 ha, código ES4140036, que también es LIC por Acuerdo del Consejo de Gobierno de 31-8-2000.